# Provincia di Huíla
La provincia di Huíla è una provincia dell'Angola. Il capoluogo è la città di Lubango (in passato chiamata "Sá da Bandeira"), posta nella parte occidentale della provincia. Ha una superficie di 75.002 km² ed una popolazione di 1.364.607 (stima del 2009).

## Geografia fisica
La provincia è posta nella regione sudoccidentale dell'Angola.
Confina a nord con le province di Benguela e Huambo, a est con le province di Bié e Cuando Cubango, a sud la provincia di Cunene ed a ovest quella di Namibe.
Il territorio è morfologicamente costituito dall'altopiano angolano ed è drenato nella parte centrale dal fiume Cunene che scende verso sud. Ad oriente è drenato dal fiume Cubango che in parte segna il confine con la provincia di Cuando Cubango. Nel sud-ovest si ergono i rilievi della Serra da Chela, che raggiunge i 2275 metri di altezza.
La provincia ospita il Parco nazionale del Bicuar, che protegge il bacino del fiume Mucope, un affluente del Cunene, con una ricca popolazione di uccelli.

## Geografia antropica
La Provincia di Huíla è suddivisa in 14 municipi e 40 comuni.

### Municipi
- Caconda, Caluquembe, Chiange, Chibia, Chicomba, Chipindo, Humpata, Jamba, Kuvango, Lubango, Matala, Quilengues, Quipungo.

### Comuni
- Cacula, Cacula-Sede, Capunda-Cavilongo, Chiange-Sede, Chibemba, Chibia-sede, Chicomba, Chipindo, Dongo, Galangue, Gungue, Humpata -Sede, Jamba, Jau, Kakonda, Kalépi, Kalukembe, Kassinga, Kilengue Kusse, Kutenda, Kuvango, Lubango, Matala, Ngola, Quihita, Quipungo-Sede, Tchipungo, Uaba, Santo Arina, Huila, Quilengues, Dinde, Imulo, Degola, Cusse, Bambi, Vincungo, Tchibembe, Capelango, Mulondo.